# Raymond Ier Copa
Raymond Ier Copa est un archevêque d'Auch de 1036 à 1042, mort le 20 novembre 1049.

## Origine
Selon P Sentez, il serait petit-fils de Bernard Othon, comte de Fézensac, ce que confirme François Bagnéris. Les auteurs de l'Histoire générale de Languedoc mentionnent que « Raymond Copa eut, suivant l'un des cartulaires du chapitre métropolitain, du partage des biens de sa maison, le lieu de la Tremblade qui avait été donné en dot à la sœur d'Aymeric Ier, comte de Fezensac, lorsqu'elle épousa le seigneur de Preneron, ce qui a fait croire à Dom Brugèles , que Raymond naquit de ce mariage ». Charles Cawley remarque que la donation faite en 1040 par le comte Guillaume Astanove de Fézensac mentionne l'archevêque Raymond comme l'oncle du comte et en déduit que Raymond Copa est le fils et non le petit-fils de Bernard Othon.
|                                      |                                      |                                      |                                      |                                      |                                      |  |  |                                |                                |                                |                                | Bernard Othon comte de Fézensac |                                |  |  |                             |                             |                             |                             |                             |                             |  |  |    |    |    |    |                                        |                                        |                                        |                                        |                                        |                                        |                  |                  |                  |                  |  |  |
|                                      |                                      |                                      |                                      |                                      |                                      |  |  |                                |                                |                                |                                |                                 |                                |  |  |                             |                             |                             |                             |                             |                             |  |  |    |    |    |    |                                        |                                        |                                        |                                        |                                        |                                        |                  |                  |                  |                  |  |  |
|                                      |                                      |                                      |                                      |                                      |                                      |  |  |                                |                                |                                |                                |                                 |                                |  |  |                             |                             |                             |                             |                             |                             |  |  |    |    |    |    |                                        |                                        |                                        |                                        |                                        |                                        |                  |                  |                  |                  |  |  |
| Aymeric Ier comte de Fezensac        | Aymeric Ier comte de Fezensac        | Aymeric Ier comte de Fezensac        | Aymeric Ier comte de Fezensac        | Aymeric Ier comte de Fezensac        | Aymeric Ier comte de Fezensac        |  |  | Raymond Copa archevêque d'Auch | Raymond Copa archevêque d'Auch | Raymond Copa archevêque d'Auch | Raymond Copa archevêque d'Auch | Raymond Copa archevêque d'Auch  | Raymond Copa archevêque d'Auch |  |  | Arnaud seigneur de Préneron | Arnaud seigneur de Préneron | Arnaud seigneur de Préneron | Arnaud seigneur de Préneron | Arnaud seigneur de Préneron | Arnaud seigneur de Préneron |  |  | Ne | Ne | Ne | Ne | Ne                                     | Ne                                     |                                        |                                        | Arnaud Guillaume                       | Arnaud Guillaume                       | Arnaud Guillaume | Arnaud Guillaume | Arnaud Guillaume | Arnaud Guillaume |  |  |
| Aymeric Ier comte de Fezensac        | Aymeric Ier comte de Fezensac        | Aymeric Ier comte de Fezensac        | Aymeric Ier comte de Fezensac        | Aymeric Ier comte de Fezensac        | Aymeric Ier comte de Fezensac        |  |  | Raymond Copa archevêque d'Auch | Raymond Copa archevêque d'Auch | Raymond Copa archevêque d'Auch | Raymond Copa archevêque d'Auch | Raymond Copa archevêque d'Auch  | Raymond Copa archevêque d'Auch |  |  | Arnaud seigneur de Préneron | Arnaud seigneur de Préneron | Arnaud seigneur de Préneron | Arnaud seigneur de Préneron | Arnaud seigneur de Préneron | Arnaud seigneur de Préneron |  |  | Ne | Ne | Ne | Ne | Ne                                     | Ne                                     |                                        |                                        | Arnaud Guillaume                       | Arnaud Guillaume                       | Arnaud Guillaume | Arnaud Guillaume | Arnaud Guillaume | Arnaud Guillaume |  |  |
|                                      |                                      |                                      |                                      |                                      |                                      |  |  |                                |                                |                                |                                |                                 |                                |  |  |                             |                             |                             |                             |                             |                             |  |  |    |    |    |    |                                        |                                        |                                        |                                        |                                        |                                        |                  |                  |                  |                  |  |  |
| Guillaume-Astanove comte de Fézensac | Guillaume-Astanove comte de Fézensac | Guillaume-Astanove comte de Fézensac | Guillaume-Astanove comte de Fézensac | Guillaume-Astanove comte de Fézensac | Guillaume-Astanove comte de Fézensac |  |  |                                |                                |                                |                                |                                 |                                |  |  |                             |                             |                             |                             |                             |                             |  |  |    |    |    |    | Guillaume Arnaud seigneur de Tremblade | Guillaume Arnaud seigneur de Tremblade | Guillaume Arnaud seigneur de Tremblade | Guillaume Arnaud seigneur de Tremblade | Guillaume Arnaud seigneur de Tremblade | Guillaume Arnaud seigneur de Tremblade |                  |                  |                  |                  |  |  |

## Carrière
François Bagnéris mentionne que l'élection de Raymond Copa avait été imposé par le comte Bernard-Odon de Fézensac, mais ce dernier est mort depuis au moins 1020. Ce qui est certain est qu'en 1040, le comte Guillaume-Astanove Ier de Fézensac, neveu de Raymond Copa effectue une donation au chapitre d'Auch, ce qui montre le soutien des comtes de Fezensac. Cette donation assure l'indépendance des chanoines et Raymond Copa fit construire à leur usage un cloître où ces derniers se retirèrent et adoptèrent la règle de saint Augustin. Il peut envisager la reconstruction de la cathédrale romane d'Auch, mais cette tâche sera réellement initiée par son successeur Saint Austinde.
Jusqu'à son épiscopat, les sépultures des Auscitains se faisaient à Saint-Orens et Raymond voulut établir un cimetière à proximité de la ville. Cette action réduisit les revenus des moines de Saint-Orens, qui prétendirent avoir un droit exclusif sur les inhumations de la ville et débutèrent un procès entre eux et le chapitre d'Auch. Le pape Léon IX trancha en faveur des moines, mais ces derniers ne désarmèrent et accusèrent Raymond de simonie qui aboutirent à la déposition de Raymond Copa, déposition qui ne fut pas suivi d'effet car Raymond Copa était toujours archevêque quand il mourut,.